# Asyncoryne
Asyncoryne är ett släkte av nässeldjur. Asyncoryne ingår i familjen Asyncorynidae.
Asyncoryne är enda släktet i familjen Asyncorynidae.
Kladogram enligt Catalogue of Life:
| Asyncoryne | \| \| Asyncoryne philippina \| \| \| \| \| \| Asyncoryne ryniensis \| \| \| \| |
|            | \| \| Asyncoryne philippina \| \| \| \| \| \| Asyncoryne ryniensis \| \| \| \| |
|            | Asyncoryne philippina                                                          |
|            |                                                                                |
|            | Asyncoryne ryniensis                                                           |
|            |                                                                                |